# Alloispermum tridacoides
Alloispermum tridacoides là một loài thực vật có hoa trong họ Cúc. Loài này được (Urbatsch & B.L.Turner) C.Fernandez & Urbatsch mô tả khoa học đầu tiên năm 1990.